# Un'isola/Alberi
Un'isola/Alberi è il sesto singolo discografico di Alice pubblicato in Italia nel 1977.

## Tracce
1. Un'isola – 4:50 (Carla Vistarini e Luigi Lopez)
2. Alberi – 4:03 (Luigi Lopez)